# 北京歡迎你
北京歡迎你（英語: Beijing Welcomes You）は2008年北京オリンピックまで100日を記念して制作された楽曲。同年4月17日に、首都博物館で公開された。「One World, One Dream」をテーマにする。

## 演唱者
- 陳天佳
- 劉歓
- 那英
- 孫燕姿
- 孫悦
- 王力宏
- 韓紅
- 周華健
- 梁詠琪
- 羽・泉
- 成龍
- 任賢斉
- 蔡依林
- 孫楠
- 周筆暢
- 韋唯
- 黄曉明
- 韓庚
- 汪峰
- 莫文蔚
- 譚晶
- 陳奕迅
- 閻維文
- 戴玉強
- 王霞
- 李双松
- 廖昌永
- 林依輪
- 張娜拉
- 林俊傑
- 阿杜
- 容祖児
- 李宇春
- 黄大煒
- 陳坤
- 謝霆鋒
- 韓磊
- 徐若瑄
- 費翔
- 湯燦
- 林志玲
- 張梓琳
- 張靚穎
- 許茹芸
- 伍思凱
- 楊坤
- 范瑋琪
- 游鴻明
- 周曉鴎
- 沙宝亮
- 満文軍
- 金海心
- 何潤東
- F.I.R.
- 龐龍
- 呉克群
- 斉峰
- 5566
- 胡彦斌
- 鄭希怡
- 刀郎
- 紀敏佳
- 屠洪剛
- 呉彤
- 郭蓉
- 劉畊宏
- 騰格爾
- 金莎
- 蘇醒
- 韋嘉
- 付麗珊
- 黄征
- 房祖名

## MV撮影場所
- 正陽門
- 北京国家体育場
- 徳勝門
- 北海公園
- 普渡寺
- 中華世紀壇
- 北京大学
- 北京太廟
- 北京国子監
- 八達嶺長城
- 琉璃廠
- 順義オリンピック水上公園
- 中国国家大劇院
- 北京国家水泳センター
- 北京古観象台
- 北京社稷壇
- 天壇
- 五棵松体育館
- 北京孔廟
- 什刹海荷花市場
- 首都博物館
- 北京鼓楼鐘楼
- 北京湖広会館
- 紫禁城
- 天安門
- 午門
- 世貿天階
- 北京首都国際空港
- 中央広播電視塔
- 北海公園
- 北京国家体育館